# The North Corridor
The North Corridor es el octavo álbum de estudio de la banda estadounidense Chevelle. El álbum fue lanzado el 8 de julio de 2016. El primer sencillo del álbum, "Joyride (Omen)", fue lanzado a la radio de mayo de 2016.

## Lista de canciones
Toda la música compuesta por Chevelle. 
| N.º | Título                              | Duración |  |
| 1.  | «Door to Door Cannibals»            | 4:35     |  |
| 2.  | «Enemies»                           | 3:29     |  |
| 3.  | «Joyride (Omen)»                    | 3:37     |  |
| 4.  | «Rivers»                            | 3:59     |  |
| 5.  | «Last Days»                         | 4:11     |  |
| 6.  | «Young Wicked»                      | 3:05     |  |
| 7.  | «Warhol's Showbiz»                  | 4:29     |  |
| 8.  | «Punchline»                         | 5:10     |  |
| 9.  | «Got Burned»                        | 3:39     |  |
| 10. | «Shot from a Cannon»                | 8:11     |  |
| 11. | «A Miracle» (Exclusive Bonus Track) | 5:31     |  |

## Posicionamiento en lista
| Lista (2016)                          | Posiciones |
| ------------------------------------- | ---------- |
| Australian Albums (ARIA)              | 69         |
| Canadá (Billboard Canadian Albums)    | 19         |
| New Zealand Heatseekers Albums (RMNZ) | 2          |
| Estados Unidos (Billboard 200)        | 8          |

## Miembros
- Pete Loeffler - Guitarra y voz
- Dean Bernardini - Bajo
- Sam Loeffler - Batería